# Hermann Kafka

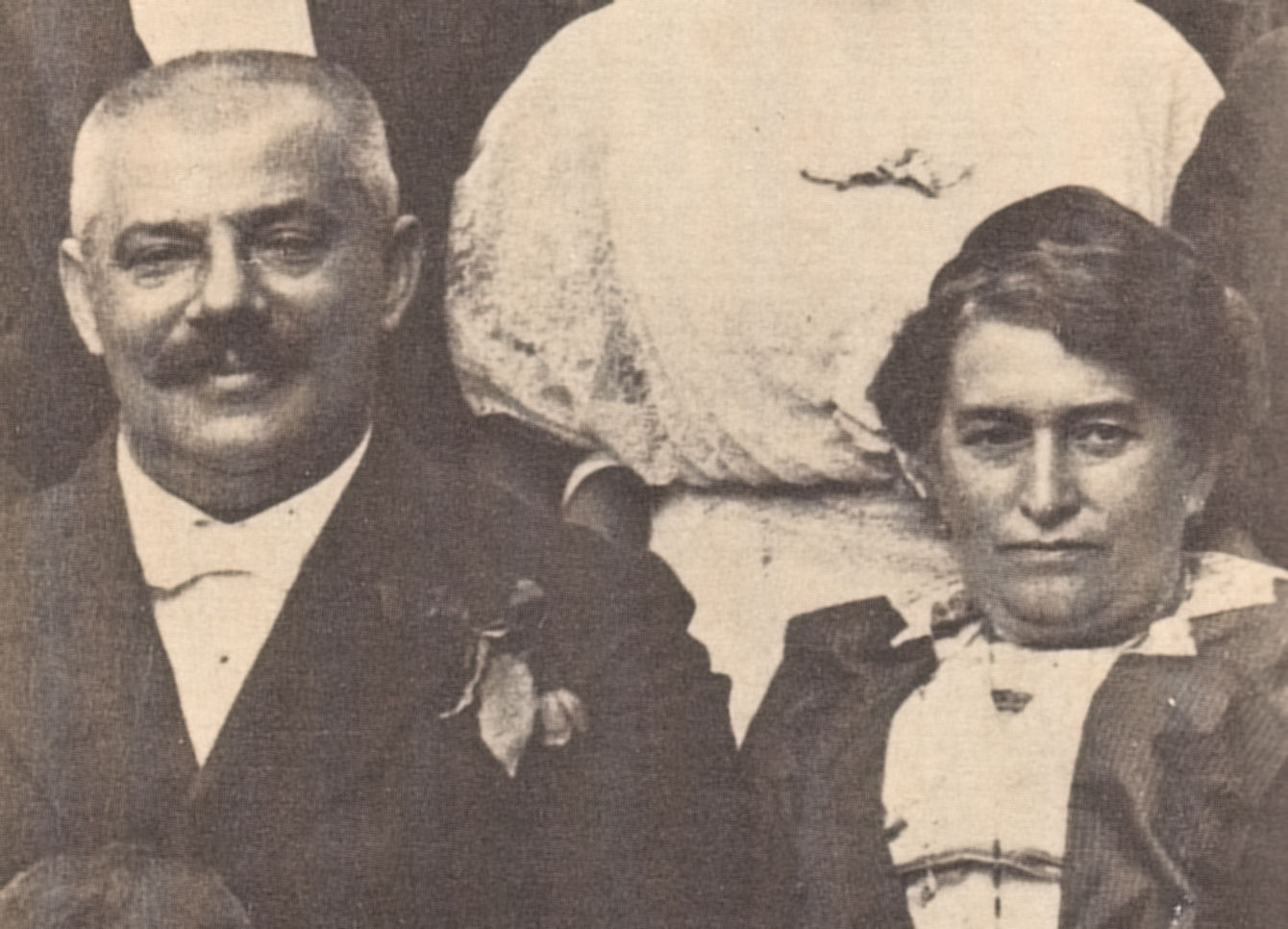
Hermann und seine Frau Julie Kafka

Hermann Chaim Kafka (jüdischer Name:  חֲנוֹךְ , Henoch; * 14. September 1852 in Wosek, Kaisertum Österreich; † 6. Juni 1931 in Prag, Tschechoslowakei) war ein deutschböhmischer Kaufmann und der Vater von Franz Kafka.

## Leben
Hermann Kafkas Eltern waren der jüdische Fleischhauer Jacob Amschel Kafka (1814–1889) und dessen Frau Franziska, geborene Platowsky (1816–1885). In der ärmlichen Familie wurden alle sechs Kinder – wie damals üblich – früh zur Arbeit herangezogen. Hermann Kafka leistete fünf Jahre Militärdienst. Mit dreißig Jahren heiratete er die wohlhabende Brauerstochter Julie Löwy (1856–1934). Ihr Vater war Jakob Löwy (* um 1825; † 2. April 1910). Hermann Kafka eröffnete eine Großhandlung für Galanteriewaren (Stöcke, Schirme, Kurzwaren) am Altstädter Ring 929. 1886 zog die Firma in die Zeltnergasse 3 um. Dieses Geschäft wurde 1918 an einen Verwandten verkauft.

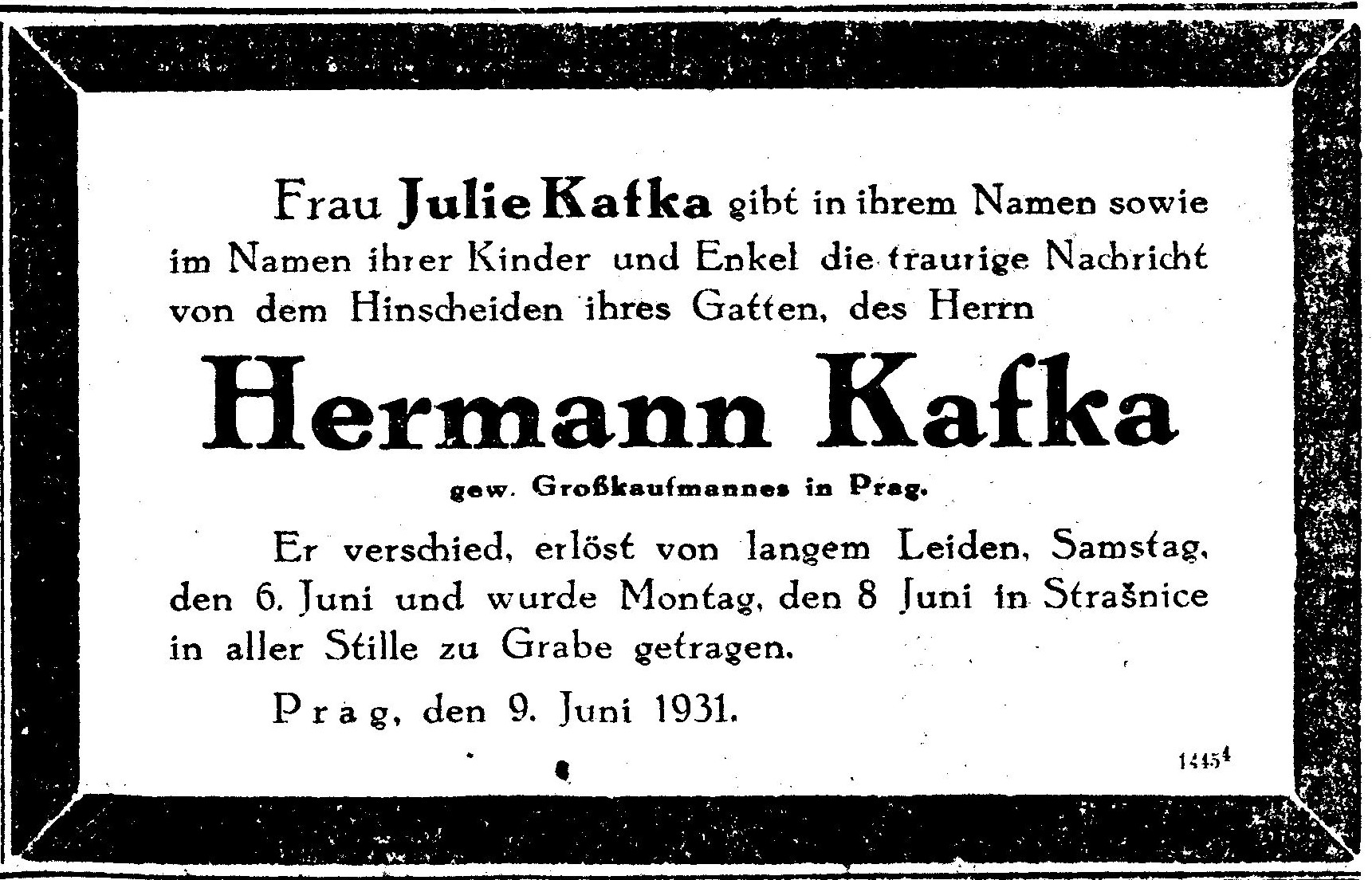
Todesanzeige von Hermann Kafka

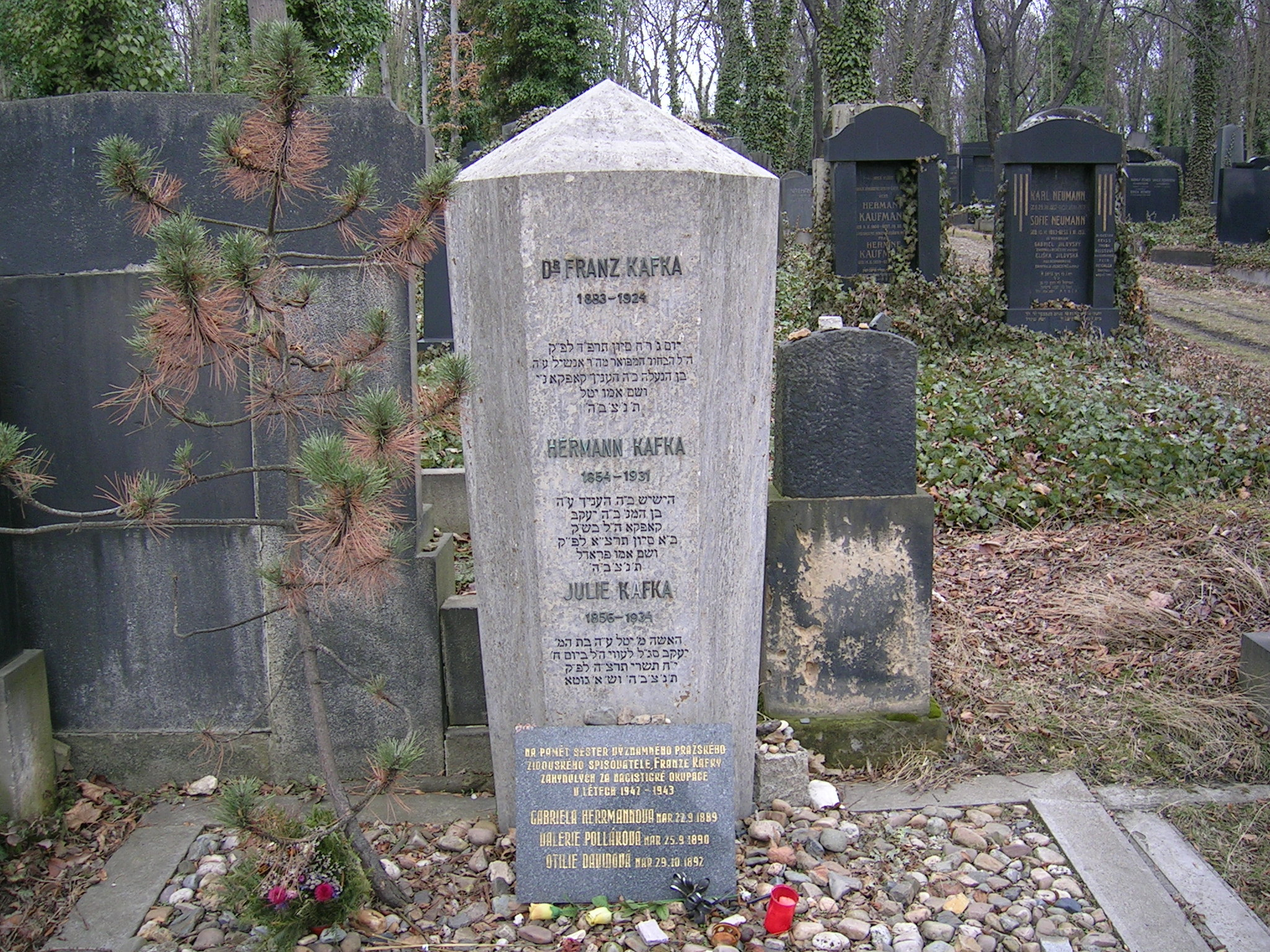
Das Grab von Franz, Hermann und Julie Kafka auf dem Neuen Jüdischen Friedhof in Prag

Das Ehepaar hatte sechs Kinder: den erstgeborenen Sohn Franz und die drei Töchter Elli, Valli und Ottla. Zwei Söhne starben als Kleinkinder. Das Verhältnis zu seinem berühmten Sohn war spannungsreich. Seine Erziehung war laut, impulsiv und widersprüchlich. Immer wieder betonte er seinen Kindern gegenüber seine schwere Jugend. Seine Familie und seine Angestellten erlebten cholerische Beschimpfungen. Er würdigte die schriftstellerischen Tätigkeiten seines Sohnes nicht. Dieser hat in vielen Prosastücken seine Auseinandersetzung mit dem Vater verarbeitet und dabei auch eine enge Verbindung zu ihm dokumentiert. Im Brief an den Vater, der eine Art Abrechnung darstellt, schreibt Franz: „Mein Schreiben handelt von dir, ich klagte dort ja nur, was ich an deiner Brust nicht klagen konnte.“ Allerdings erreichte der Brief nie seinen Adressaten. Auch  Das Urteil, Elf Söhne, Das Ehepaar und insbesondere Die Verwandlung beschäftigen sich mit der Vater-Sohn-Problematik. Bekannt ist allerdings, dass gerade bei Kafka nur begrenzt von der Literatur auf die Lebensrealität geschlossen werden kann.
Kafkas Muttersprache war Deutsch, er gab aber bei der Volkszählung 1890 Tschechisch als Umgangssprache für die Familie an. Franz Kafka hatte ab der dritten Volksschulklasse auf väterlichen Wunsch hin Unterricht in der tschechischen Sprache (als „relativ obligater“ Unterrichtsgegenstand).
Nach dem Tod des Sohnes 1924 unterzeichnete Hermann Kafka den Vertrag, der den Freund Max Brod (1884–1968) zum Herausgeber des Nachlasses bestimmte und der letzten Freundin Kafkas, Dora Diamant (1898–1952), 45 Prozent der Einnahmen aus den Veröffentlichungen zusprach.
Hermann Kafka starb am 6. Juni 1931 im Alter von 78 Jahren. Sein Grab befindet sich zusammen mit dem der Ehefrau und des Sohnes auf dem Neuen Jüdischen Friedhof im Prager Stadtteil Žižkov.